# 20300 Arjunsuri
20300 Arjunsuri è un asteroide della fascia principale. Scoperto nel 1998, presenta un'orbita caratterizzata da un semiasse maggiore pari a 2,3338685 UA e da un'eccentricità di 0,0798137, inclinata di 7,34810° rispetto all'eclittica.